# Prospalta nigridia
Prospalta nigridia là một loài bướm đêm trong họ Noctuidae.